# 개성관광
개성관광은 2007년 12월 5일부터 2008년 11월 28일까지 시행된 대한민국 국민 대상 관광 프로그램이었다. 2000년 현대아산과 조선민주주의인민공화국이 맺은 공업지구건설에 대한 합의서와 2007년 백두산, 개성관광에 대한 합의서를 바탕으로 현대아산이 대한민국 통일부에 관광사업 승인을 받은 후 사업이 진행되었다.
이에 앞서 2005년 8월에는 3회에 걸쳐 개성시범관광을 실시하기도 하였다. 그러나 조선민주주의인민공화국의 핵실험으로 몇 년간 연기된 후 2007년 11월 3일 현대아산과 조선민주주의인민공화국 정부 사이에 민간인 관광 허가서가 마침내 작성되었다.
경기도 파주 도라산 남북출입사무소를 출발하여 군사분계선을 지나 조선민주주의인민공화국에 도착한 후, 고려 오백년 도읍인 개성의 문화유적인 박연폭포, 선죽교, 숭양서원, 고려박물관, 왕건왕릉, 공민왕릉 등을 관람하는 일정이었으며 개성 특산물로 구성된 11첩 반상기와 조선민주주의인민공화국의 해설원이 동행했다.
관광시작 1년 만에 11만 2천명이 다녀온 개성관광은 동해의 금강산과 더불어 남북문화교류의 장으로 자리 잡고 있으며, 현대아산은 하루 일정으로 진행되는 개성관광을 다양한 상품개발로 숙박이 가능한 체류형 관광으로 개발할 계획이었다.몇 개월 후, 2008년 금강산 관광객 피격 사망사건으로 금강산 관광은 중단되었으나 개성관광은 몇 달간 지속되었다.
당시에는 개성관광마저 끊기면 기껏 시작한 햇볕정책이 물거품이 된다는 분위기가 있어서 조선민주주의인민공화국의 요구에도 불구하고 몇 달간은 계속 유지했으나 결국 2008년 한 해를 못 넘기고 개성관광도 11월 28일 중단되어 개성관광은 불가능해졌다.